# Revista Tiempo y Espacio
La Revista Tiempo y Espacio es una publicación semestral, arbitrada, del Centro de Investigaciones Históricas Mario Briceño Iragorry, del Departamento de Geografía e Historia de la Universidad Pedagógica Experimental Libertador. Fue fundada en 1984 por la iniciativa de la historiadora venezolana Tarcila Briceño. Su principal objetivo es divulgar los trabajos de investigación de profesores universitarios, investigadores e historiadores nacionales y extranjeros, así como de estudiantes de postgrado. Desde su fundación y hasta la actualidad ha contado con el apoyo de figuras como:  Floraligia Jiménez de Arcondo, Miguel Hurtado Leña, Tarcila Briceño, Rosalba Moret, Lila Mago de Chópite, Elina Lovera Reyes, Brunilde Liendo, Jorge Bracho, José Alberto Olivar, Inés Quintero, Tomás Straka, entre otros.
La revista se encuentra indexada en portales como Scielo, Redib, CLASE, Hapi, Dialnet  y otras bases de datos desde donde se puede acceder a sus diferentes artículos. En su momento se constituyó junto a la Revista Tierra Firme como pioneras en el desarrollo de temas de Historia Regional, consecuente con planteamientos novedosos sobre la didáctica y la enseñanza de la historia, así como en el análisis de problemas de la teoría de la historia y las nuevas tendencias, historia de las mentalidades, de las representaciones, de las élites, además de procesos y personajes de la Historia y de las Ciencias sociales.
En los últimos años la revista se ha enfocado en la revisión de diferentes temas tales como: la democracia en Venezuela, pretorianismo, historia colonial y el proceso político venezolano contemporáneo. 
Desde la interpretación de sus fundadores la revista  tuvo "en el ámbito nacional una receptividad bastante significativa, fundamentalmente luego de rebasar los primeros seis números, normalmente las revistas no solían superar su tercera edición a causa de diversos problemas. Fuera de nuestras fronteras recibimos felicitaciones desde México por parte de Silvio Zavala, cartas de Ruggiero Romano, y aunque no era un historiador, desde España Antonio Gala Velasco también nos felicitó. Muchas personas colaboraron con nosotros, Frédérique Langue, Miguel Izard, Demetrio Ramos, entre otros".

## Presente de la revista
Con la latente crisis económica  en Venezuela, la revista migró al formato digital y empleando la plataforma Open Journal System logró continuar el proceso editorial iniciado en 1984. En el año de 2016 a la revista ingresan nuevos y jóvenes integrantes para el comité editorial liderizados por Luis Fernando Castillo Herrera, quien más tarde se convertiría en su nuevo editor.  Su último número impreso vio luz en 2010, la imposibilidad de financiar el costoso trabajo de imprenta llevó a la revista a los nuevo caminos del mundo digital. 